# Varduhi Khachatryan
Pour les articles homonymes, voir Khachatryan.
 (décembre 2010).
Si vous disposez d'ouvrages ou d'articles de référence ou si vous connaissez des sites web de qualité traitant du thème abordé ici, merci de compléter l'article en donnant les références utiles à sa vérifiabilité et en les liant à la section « Notes et références ».
Varduhi Khachatryan est une chanteuse d'opéra arménienne née en 1971.

## Biographie

### Apprentissage
Varduhi Khachatryan commence son apprentissage à l’âge de 7 ans à l’école de musique en classe de piano et de chant à la fois. Elle continue ses études au collège de musique de Romanos Melikian et plus tard au Conservatoire Supérieur d’Erevan en classe de chant (prof. Marianna Haroutunian). En 1997, elle obtient un diplôme de post grade au Conservatoire d’Erevan, puis se perfectionne en maîtrise vocale en Italie avec Virginia Zeani. Varduhi Khachatryan participe également aux master-class de Janet Baker en Belgique, et de Teresa Berganza au Canada. Actuellement elle envisage un diplôme de pédagogie musicale à la Haute école de musique de Genève.

### Carrière
En 1996 elle est engagée en tant que soliste au Théâtre National d’Opéra d’Erevan avec le rôle de Parandzem dans l’opéra « Archak II » de Dikran Tchouhadjian. Depuis, jusqu’au 2004, Varduhi tient tous les rôles principaux de mezzo-soprano. Son parcours professionnel en Europe commence en 1999.
En ce moment déjà Varduhi Khachatryan est engagée dans de nombreux théâtres prestigieux. Entre autres elle chante au Théâtre Bolchoï, au Bunka Kaikan de Tokyo, à l’Opéra Bastille, au Grand Théâtre de Genève, au Teatro di Verdi (Sassari), au Théâtre de Caio Melisa (Spolète), au Théâtre Gayarre de Pampelune, etc.
En 2004 elle obtient le Prix National « Artavazd » pour la meilleure actrice d’opéra de l’année. Elle est régulièrement invitée aux festivals « Musicastello » en 1999 en Italie, et Festival Euro Mediterraneo en Italie, « Festival Castell de Pralada » en 2001 en Espagne, MIDEM à Cannes, « Suoni di Primavera » en 2004 en Italie, « Flâneries Musicales d'Été 2004 » de Reims, Festival d’Ambronay en France, etc.
Varduhi Khachatryan chante avec Montserrat Caballé, José Cura, Cecilia Gasdia aux côtés de Jose Carreras, Angela Gheorghiu, Roberto Alagna, et sous direction de chefs tels que Pierre-Dominique Ponnelle, Evelino Pidò, Fabio Pirona, Adrian Leaper, Josep Caballé, Leonardo Garcia Alarcon, Paul-Edouard Pavonne-Sneider, etc.

### Répertoire
Son répertoire d’opéra inclut :  « Carmen », « Pikovaya Dama », « Troubadour », « Norma », « Aida », « Anouch », etc. Par ailleurs, elle maîtrise un large répertoire qui va de la musique baroque jusqu’à la musique contemporaine, et qui comprend des mélodies de compositeurs Russes, Français, Espagnols, Italiens, Arméniens et des Lieder Allemands.

### Film
Elle se fait remarquer cependant à l'émission de télévision « Klassisch ! » de Munich et donne un récital enregistré par la chaîne MEZZO. Dans le projet « opéra-film » Norma de Bellini, Varduhi tient le rôle principal de mezzo-soprano.

### Concours
Elle gagne le concours international de chant à Liège en 1999. Pendant les deux années suivantes elle apporte les premiers prix de sept concours internationaux de chant : Concours International de voix de Julian Gayarre de Pamplona, Concours International de voix de V. Bellini de Caltanisseta, Grand Prix Maria Callas de Athènes, Concours International de chant de Montserrat Caballé en Andorre, etc.